# Bozhil Kolev
Bozhil Naydenov Kolev (Tsonevo, 12 de janeiro de 1949) é um ex-futebolista búlgaro, ele atuava como defensor.

## Carreira
Bozhil Kolev fez parte do elenco da Seleção Búlgara de Futebol da Copa do Mundo de 1974. 